# Ynysddu
Ynysddu (en anglais) ou Ynys-ddu (en gallois) est un village et une communauté du borough de comté de Caerphilly, au pays de Galles.

## Toponymie
Le nom Ynysddu se compose des éléments gallois ynys « île » et du « noir ».

## Démographie
Au recensement de 2011, la communauté d'Ynysddu comptait 3 948 habitants.